# Yudo adaptado
El Judo adaptado es un deporte derivado del judo, practicado por personas con discapacidad visual. Está regulado por la Federación Internacional de Deportes para Ciegos. Forma parte del programa paralímpico desde los Juegos de Seúl 1988.

## Clasificación
La federación Internacional de Deportes para Ciegos dividió la competición desde 2021 en 2 categorías:
| Categoría | Clasificación                         |
| --------- | ------------------------------------- |
| J1        | Persona ciega                         |
| J2        | Persona con discapacidad visual grave |